# 中华石楠
中华石楠（学名：Photinia beauverdiana）为蔷薇科石楠属下的一个种。

## 变种
- 中华石楠短叶变种（学名：Photinia beauverdiana var. brevifolia）为蔷薇科石楠属下的一个变种。
- 中华石楠厚叶变种（学名：Photinia beauverdiana var. notabilis）为蔷薇科石楠属下的一个变种。